# セルフタッチング
セルフタッチングとは、自分の手で、自分の身体に触れる行為のことである。このような行為を行うことで、安心感などを得ることができる。

## 概要
セルフタッチングとして自分の身体に触れることで、皮膚への優しい刺激によるリラクゼーションを得ることや、オキシトシンの分泌を高めるなどの効果がある。
自分の肌だけでなく、ポケットに手を入れる、髪を触る、足を組むなどの行為も、不安を感じた時に無意識に自分に触れることにより不安を解消させる「セルフタッチング」に該当する。なお、これらの行為は、男性に多いという傾向がある。